# Ypthima completa
Ypthima completa är en fjärilsart som beskrevs av Charles Oberthür 1911. Ypthima completa ingår i släktet Ypthima och familjen praktfjärilar. Inga underarter finns listade i Catalogue of Life.